# OK Taec-yeon
Ok Taec-yeon; född 27 december 1988 i Busan, är en sydkoreansk rapartist, sångare, låtskrivare och skådespelare. Han medverkar i pojkbandet 2PM. År 2010 debuterade han som skådespelare i filmen Cinderella's Sister och Dream High.